# Chițani, Argeș
Chițani este un sat în comuna Vedea din județul Argeș, Muntenia, România.